# ジェイソン・ベイツ
ジェイソン・ベイツ（Jason Bates、1973年1月19日 - ）は、アメリカ合衆国出身の男性プロレスラーである。サウスダコタ州ミッチェル出身。身長187センチメートル、体重115キログラム。 ザ・ストリート・ファイター（The Street Fighter）の異名を持つ。
アメリカではWLW（ワールド・リーグ・レスリング）などで、日本ではプロレスリング・ノアなどに参戦した。

## 略歴
子供の時はハルク・ホーガン、ケン・パテラ、ハーリー・レイス、ショーン・マイケルズ、リッキー・スティムボートに憧れ、プロレスラーを目指す。
ウェズリアン大学でスポーツ医学を学び、卒業後、ミネアポリスにてケン・パテラの元でプロレスのトレーニングを積み、プロレスラーとしてデビューする。
その後、WWE（ワールド・レスリング・エンタテイメント）を経て、ハーリー・レイス主宰の団体WLWに参戦。2006年、ウェイド・チズムを破ってWLW世界ヘビー級王座を獲得した。
同年、プロレスリング・ノアへ初参戦し、初来日を果たす。

## タイトル歴
- WLW世界ヘビー級王座

## 得意技
- ザ・Jウォーク（THE J-WALK） - シットアウト式DVD